# Docks Art fair
Docks Art Fair est une foire internationale subventionnée d'art contemporain fondée par Olivier et Patricia Houg et qui se déroule à Lyon tous les deux ans lors de la semaine inaugurale de la Biennale d’art contemporain de Lyon. 
Créé en 2007, cet événement promeut les galeries d'horizon international et a pour concept la monstration de solo show sur chaque stand.

## 2007
La première édition se déroule du 17 au 23 septembre 2007. 
Le comité de sélection formé pour l'édition 2007 est composé de :
- Lóránd Hegyi, directeur général du Musée d'art moderne de Saint-Étienne
- Philippe Piguet, critique d’art et curateur indépendant
- Laurent Godin, galerie Laurent Godin
- Gwenola Menou, revue « Semaine »
- Jean-Marc Salomon, fondateur de la Fondation d'art contemporain Salomon

## 2009[2]
La seconde édition se déroule du 14 au 20 septembre 2009.
Le comité de sélection est formé de :
- Nathalie Ergino, directrice de l'Institut d'art contemporain de Villeurbanne
- Pascal Neveux, directeur du Frac Provence-Alpes-Côte d'Azur
- Barbara Polla, directrice de la galerie suisse Analix Forever
- Philippe Piguet, historien, critique d’art et commissaire indépendant d’expositions
- Jean-Marc Salomon, fondateur de la Fondation d'art contemporain Salomon

31 galeries ont été sélectionnées.
Création du prix Montblanc – Docks Art Fair dont le lauréat est sélectionné par un comité spécial :
- Paul Ardenne, critique d’art et commissaire d’exposition français - Paris
- Marc Blondeau, expert en art moderne et contemporain - Genève
- Ingrid Roosen, responsable worlwide des affaires culturelles Montblanc – Allemagne
- Olivier Houg, directeur de la Olivier Houg Galerie, directeur artistique de Docks Art Fair – Lyon

## 2011[6]
La troisième édition se déroule du 15 au 18 septembre 2011, de nouveau lors de la semaine inaugurale de la Biennale d'art contemporain de Lyon.
Le comité de sélection est formé de :
- Georgina Adam Editor at Large, The Art Newspaper, UK
- Isabelle Bertolotti, Curator, France
- Barbara Polla, Galeriste, Suisse
- Patrizia Sandretto Re Rebaudengo President de la Fondazione Sandretto Re Rebaudengo, Turin, Italie
- Richard Leydier Editor in chief artpress magazine, France
- Pascal Neveux Director Frac Provence-Alpes-Côte d'Azur, France

33 galeries ont été sélectionnées,
DocksArtFair et Montblanc se sont associés pour la deuxième fois pour organiser le prix de Montblanc/DocksArtFair afin d'honorer le travail d'une galerie et le talent d'un artiste.
Pour l'édition 2011, les participants à la foire ont annoncé un chiffre d’affaires cumulé de près de 1, 5 million d’euros. 8500 visiteurs environ avaient été recensés.

## 2013
La quatrième édition se déroule du 10 au 15 septembre 2013. Docks Art Fair est installé dans un nouveau bâtiment dessiné par l'architecte Odile Decq.
Le comité de sélection est formé de :
- David Brollier, collection privée – Suisse
- Gaïa Donzet, Directrice de la Fondation Carmignac[11] et Curator de la collection – France
- Ingrid Roosen-Trinks, responsable des affaires culturelles Montblanc – Hambourg
- Patricia Houg, directrice de La Sucrière – Lyon
- Yoyo Maeght[12], juge au Tribunal de commerce de Paris, administrateur de la Galerie Maeght & commissaire d’expositions pour des Musées et Institutions culturelles– Paris

## 2014
Pour 5e édition, DocksArtFair organise une manifestation entièrement consacrée à la photographie contemporaine et à l’art vidéo.
DocksArtFair, la foire biennale de Lyon s’annualise, sans dupliquer son concept, le Solo Show, avec un nouveau projet : Photo DocksArtFair.     
Consacré à la photographie et à l’art vidéo, l’événement joue la carte de l’innovation, en effet s’il s’agit bien d’une foire d’art contemporain durant 3 jours à compter du 5 septembre 2014, et qui évoluera en exposition de 3 semaines ouverte au grand public dès le 8 septembre 2014.

## Liste des lauréats du prix Montblanc/DocksArtFair
- Chiharu Shiota, Lauréate du prix Montblanc/DocksArtFair 2009
- Julien Berthier, Lauréat du prix Montblanc/DocksArtFair 2011
- Vincent Olinet, Lauréat du prix Montblanc/DocksArtFair 2013